# 関西テレビの日
関西テレビの日（かんさいテレビのひ）は、1996年（平成8年）8月8日、関西テレビのチャンネルポジションが8チャンネルであるため、それにちなんで関西テレビが制定した記念日である。なお、この記念日はフジテレビの日がモチーフになっていると思われる。

## 関西テレビの日の特別番組
- 関西テレビの日記念 ノンストップゲーム復活スペシャル（1996年8月8日、8月9日、8月10日の3日間）
- カンテーレ8・8祭り おしゃべり芸能人ぶっちゃけ(生)トークSP（2010年8月8日）
- 夏だ祭りだカンテーレ!おしゃべり芸能人 灼熱のぶっちゃけ(生)トークSP（2011年8月6日）
- SMAP×SMAP 歌って笑って暑さを吹っ飛ばせスペシャル（2011年8月8日）